# واين فيليبس
واين فيليبس (بالإنجليزية: Wayne Phillips)‏ هو سياسي أسترالي، ولد في 28 مارس 1952. انتخب عضو الجمعية التشريعية فيكتوريا.